# Australische koekoekswouw
De Australische koekoekswouw (Aviceda subcristata) is een vogel uit de familie van de havikachtigen (Accipitridae).

## Kenmerken
De Australische koekoekswouw is een slanke middelgrote roofvogel die opvalt door zijn kuif. Bovenaan zijn ze donkerbruin met een grijze kop en gele ogen. De borst en de onderkant van de staart zijn wit met bruin geveerd in banden. Vrouwtjes zijn groter dan mannetjes.

## Leefwijze
De prooien worden vanuit de top van een boom in de gaten gehouden. Dan duiken ze snel naar beneden in V-vorm om hun prooi te vangen. Ze leven van grote insecten, kikkers, hagedissen, kleine vogels en fruit.

## Voortplanting
Het nest wordt ook hoog in de boom gebouwd waarin ze 2 tot 4 eieren leggen.

## Verspreiding en leefgebied
Deze soort komt wijdverspreid voor in Australië en telt 13 ondersoorten:
- A. s. timorlaoensis: van de Kleine Soenda-eilanden oostelijk tot de Tanimbar-eilanden.
- A. s. rufa: Morotai, Dagasuli, Halmahera, Ternate, Tidore, Batjaneilanden en Obi (de noordelijke en centrale Molukken).
- A. s. stresemanni: Buru (de centrale Molukken).
- A. s. reinwardtii: Boano, Seram, Ambon en Haraku (de zuidelijke Molukken).
- A. s. pallida: Pulau Seram-Laut en de Kei-eilanden (de zuidelijke Molukken).
- A. s. waigeuensis: Waigeo (westelijk van Nieuw-Guinea).
- A. s. obscura: Biak (noordelijk van Nieuw-Guinea).
- A. s. stenozona: westelijk Nieuw-Guinea en de Aru-eilanden.
- A. s. megala: oostelijk Nieuw-Guinea.
- A. s. coultasi: de Admiraliteitseilanden.
- A. s. bismarckii: de Bismarck-archipel.
- A. s. gurneyi: de Salomonseilanden.
- A. s. subcristata: noordelijk en oostelijk Australië.